# 銀基集團
銀基集團有限公司，簡稱銀基集團（英語：Silver Base Group Holdings Limited，港交所：0886），在1988年由梁國興先生（主席及總裁）創立。
現時業務在全球銷售烈酒、威士忌、葡萄酒，以及香煙等產品。招股價為3.45港元，全球發行股份為300,000,000股，而集資額為1,035,000,000港元，而股份則在2009年4月8日於香港交易所主板上市。
總部位於香港銅鑼灣軒尼詩道500號希慎廣場27樓。

## 連結
- SilverBaseGroup.com （页面存档备份，存于）